# Altitude 6
Altitude 6 is een Belgisch bier van hoge gisting.
Het bier wordt gebrouwen in Brasserie de l'Abbaye des Rocs te Montignies-sur-Roc.
Het is een goudblond bier met een alcoholpercentage van 6%. Het bier werd oorspronkelijk op de markt gebracht onder de naam Altitude 6 Blonde.